# Nicholas McGaughey
 (juillet 2019).
Si vous disposez d'ouvrages ou d'articles de référence ou si vous connaissez des sites web de qualité traitant du thème abordé ici, merci de compléter l'article en donnant les références utiles à sa vérifiabilité et en les liant à la section « Notes et références ».
Nicholas McGaughey né à Portsmouth est un acteur  de télévision gallois connu pour avoir interprété le personnage de Brandon Monk dans  Pobol y Cwm . Il est apparu dans plusieurs  programmes de télévision anglais comme  Casualty en 1998. Il est également apparu dans le rôle d'agent prétorien dans le péplum hollywoodien de 2000, Gladiator, aux côtés des acteurs  Russell Crowe et Oliver Reed. Il est également apparu dans Sharpe's Gold en 1995 et dans la série télévisée Sharpe avec Sean Bean . 
Son personnage, Brandon Monk, a été supprimé le 23 septembre 2011 après une crise cardiaque à l'hôpital à la suite de l'incendie survenu dans l'appartement situé au-dessus du magasin de frites « Y Sosban Chips ». 

## Filmographie
| Année | Titre                                                        | Rôle                   | Remarques |
| ----- | ------------------------------------------------------------ | ---------------------- | --------- |
| 1994  | Wild Justice                                                 | David Griffith         |           |
| 1995  | L'Anglais qui gravit une colline mais descendit une montagne | Narrateur              | Voix      |
| 1996  | The proposition                                              | Ellis                  |           |
| 1997  | Twin Town                                                    | Chunky                 |           |
| 1999  | Beautiful People                                             | Gallois                |           |
| 2000  | Gladiateur                                                   | Officier prétorien     |           |
| 2001  | From Hell                                                    | Officier Bolt          |           |
| 2004  | A Way of Life                                                | Terry Williams         |           |
| 2015  | Under Milk Wood                                              | Butcher Beynon         |           |
| 2016  | Crow                                                         | Maws                   |           |
| 2016  | Miss Peregrine et les Enfants particuliers                   | Barman des années 1940 |           |
| 2016  | Les Animaux fantastiques                                     | Assistant australien   |           |